# 科夫曼 (密蘇里州)
科夫曼（英語：Coffman）是位於美國密蘇里州聖熱訥維耶沃縣的非建制地區。

## 歷史
科夫曼的郵局於1875年設立，其後於1942年停運。

## 地理
科夫曼所處的海拔為高於海平面238米（即781英呎），而該地所採用的時區為UTC-6，即北美中部時區（CST）。同時該地設有夏令時間，為UTC-6調快一小時，即UTC-5（CDT）。